# Thanatopolicy
Thanatopolicy est un EP du groupe metalcore GFK sorti le 20 octobre 2006 chez New Horizon Records. Il comporte cinq titres.
Sa sortie coïncide avec la tournée du groupe aux côtés de Propagandhi. Pour promouvoir l'album, le groupe entame en 2007 une tournée au Canada et en Europe.

## Pistes de l'album
1. The Unfairy Tale Of The Barrick Gold Company
2. Thin Line
3. Thanatopolicy (Let's End Centuries Of Racism)
4. Reality Or Fiction
5. De-legitimize Their Actions